# Karl Nelson
Karl Nelson, född 23 mars 1868 utanför Helsingborg, död 2 november 1952 i Brooklyn, New York, var en svensk-amerikansk fotograf och dekorationsmålare.
Nelson utvandrade till Amerika omkring 1890. Han studerade konst vid Pratt Institute i Brooklyn och fortsatte därefter sina studier vid École des Arts Décoratifs och Académie Colarossi i Paris. Han var en av initiativtagarna till bildandet av Scandinavien-American Artists. Han var huvudsakligen verksam som dekorationsmålare i kyrkor och offentliga byggnader. Vid sidan av sitt målande drev han under flera årtionden en fotografiateljé i Brooklyn samt verkade som körledare. 